# Чжао Лиин
Чжао Лиин (кит. упр. 赵丽颖; пиньинь Zhàolìyǐng; род. 16 октября 1987, Ланфан, провинция Хэбэй, Китай) — китайская актриса и певица, также известная как Занилия Чжао. Наибольшую известность получила благодаря ролям в телесериалах «Легенда о Лу Чжэне» (2013), «Босс и я» (2014), «Путешествие Цветка» (2015), «Таинственная девятка» (2016), «Легенда о Чусэнь» (2016), «Легенда о Чу Цяо» (2017), «Легенда о Фэй» (2020).

## Биография

### Ранние годы
Чжао Лиин родилась в городе Ланфан в обычной семье: её отец был полицейским, а мать работала продавцом в универмаге. С раннего детства Чжао Лиин любила наблюдать за актёрами и мечтала о том, что когда-нибудь и она сможет сделать блестящую карьеру актрисы, однако у семьи не было финансовых возможностей, чтобы воплотить детскую мечту в жизнь.
Повзрослев, Чжао Лиин прошла вступительные испытания для обучения на бортпроводницу в инженерном училище электронной информации в Ланфане. Однако после окончания учёбы ей вновь пришлось отказаться от карьеры стюардессы из-за финансовых затруднений, с которыми столкнулась семья. Вместо работы стюардессой, она устроилась в компанию, которая занималась продажей антикоррозийных труб в непосредственной близости от её дома.

### Опыт на поприще театрального искусства
В мае 2006 года Чжао Лиин приняла участие в конкурсе талантов, организованном кинокомпанией Huayi Brothers совместно с американской компанией Yahoo! Благодаря победе в интернет-голосовании, Чжао Лиин заручилась поддержкой китайского кинорежиссера Фэн Сяогана, тем самым официально войдя в шоу-бизнес.
В том же году, находясь под руководством Фэн Сяогана, она снялась в спродюсированном им рекламном ролике «Стоя на коленях». Подписав контракт с Huayi Brothers, она принимает участие в съёмках рекламы косметических брендов, а в ноябре снимается в драме «Золотой брак», играя мятежную дочь.
В 2007 году Чжао Лиин дебютирует с главной ролью в драме «Век без любви», а после играет роль нежной и хрупкой девушки в любовной драме «Весна приходит и уходит».
В июне 2010 года, после немалого количества ролей в любовных драмах, актриса решает сменить экранный образ, играя роль бунтарки и панка из 90-х в комедии «Счастливый день подобный сну».
В 2013 году Чжао Лиин снялась в костюмированной драме «Легенда о Лу Чжэнь» и спела заключительную песню «Чувства». Премьера этого фильма транслировалась по всей стране, рейтинг фильма достиг первого места среди телепрограмм за 2013 год.
20 ноября 2013 года на ежегодном фестивале «Выбор молодёжи» она получила премию «Самая популярная актриса Китая», а в декабре получила звание «Новая актриса» на четвёртом фестивале LeEco.
В 2015 году Чжао Лиин снялась в комедии «Удивительный путь». В мае она оказалась в списке Forbes Китая на 43-м месте. Роль в драме «Тысячи костей» принесла ей ошеломительный успех. Драма в один день набрала 400 миллионов просмотров, побив рекорд в Китае.
В 2016 году Чжао Лиин снялась в приключенческом боевике «Таинственная девятка» , сыграв дерзкую и надменную наследницу. Сериал имел коммерческий успех и собрал более 10 миллиардов просмотров. Чжао Лиин получила награду за лучшую женскую роль на 3-м китайском кинофестивале Hengdian Film and TV Festival of China. Также в 2016 году актриса была назначена послом туризма провинции Хэбэй. В том же году Чжао Лиин стала вице-президентом Yi Xia Technology.
В 2017 году Чжао Лиин была выбрана послом бренда Dior в Китае.
В 2020 году вышла дорама «Легенда о Фэй», в которой Чжао Лиин сыграла главную роль вместе с Ван Ибо.

## Личная жизнь
16 октября 2018 года Чжао Лиин и Фэн Шаофэн опубликовали фотографию свидетельства о браке, официально подтвердив свои отношения. 1 января 2019 года актриса сообщила в своём Твиттере о том, что беременна. 8 марта супруг актрисы поделился в микроблоге радостными новостями о рождении сына.
В данный момент пара в разводе. В воспитании ребёнка намерены участвовать оба родителя.